# Province ottomane d'Égypte
1517–1867
Entités précédentes :
- Sultanat mamelouk
- Sultanat de Sennar

Entités suivantes :
- Khédivat d'Égypte
- Émirat du Nedjd (1824)

La province d'Égypte (ايالة مصر en arabe, ایالت مصر Eyālet-i Mıṣr en turc ottoman) était une province de l'Empire ottoman. Conquise par Sélim Ier en 1517, l’Égypte ottomane tient une place importante dans la stratégie et l'économie de l'Empire malgré les mutineries répétées des garnisons turques et des mamelouks, anciens maîtres du pays qui occupent encore une place importante dans le gouvernement local. Au XVIIIe siècle, l'affaiblissement de l'autorité ottomane permet aux mamelouks de reprendre temporairement le pouvoir mais ils sont battus par les Français de Bonaparte lors de l'expédition d'Égypte (1798 - 1801). Au XIXe siècle, l'Égypte redevient autonome (1803 - 1831) puis quasiment indépendante (1831 - 1840), bien que nominalement vassale du sultan ottoman, sous la dynastie de Méhémet Ali.

## Conquête ottomane et partage du pouvoir avec les mamelouks

### Le pouvoir ottoman
Dès 1485, les Ottomans entrent en guerre contre le Sultanat mamelouk. En 1516, Sélim Ier envahit la Syrie, et en 1517, il s’empare du Caire et détrône le sultan Tûmân Bey qu'il fait exécuter. Les Ottomans maintiennent des chefs mamelouks à des positions clés en leur donnant le titre de beys. Après la conquête et le départ de Sélim (septembre 1517), Khaïr Beg, un mamelouk rallié, est nommé gouverneur pour percevoir le tribut et administrer le pays. En 1524, le gouverneur ottoman Ahmed Pacha se proclame sultan et tente de se rendre indépendant mais il est tué par les troupes fidèles au pouvoir ottoman. D'autres révoltes des troupes se produisent à partir de 1586. Entre 1640 et 1730, des luttes épisodiques opposent les factions militaires des Qasimi et des Fiqari, supplantées par celle des Qazdaghli qui domine la province entre 1747 et 1765.
L'Égypte tient une place importante dans la stratégie ottomane : elle sert de base aux expéditions navales ottomanes dans l'océan Indien contre les Portugais. Par l'Égypte, la domination ottomane s'étend sur le Yémen et une partie de l'Afrique orientale (Habesh). L'Égypte envoie régulièrement des troupes sur les différents fronts : elles participent à la conquête de la Crète, aux guerres contre l'Autriche et contre la Perse des Séfévides. Enfin, Le Caire est, avec Damas, le point de départ d'une des deux grandes caravanes annuelles du pèlerinage de La Mecque.

### Administration
La garnison ottomane, basée au Caire, compte 7 ocak (régiments) pour un effectif habituel de 10 000 hommes. Les beys et les cachefs (administrateurs provinciaux), recrutés parmi les mamelouks, restent la classe dirigeante du pays tout en versant un tribut à Constantinople. Les mamelouks sont tantôt achetés comme esclaves comme le veut la tradition, tantôt et de plus en plus des volontaires géorgiens ou abkhazes attirés par un service lucratif. Le système ottoman du timar (allocation de terres aux soldats) n'a jamais été appliqué en Égypte : les soldats sont payés sur le budget public.
La justice est placée sous la tutelle du qadi askar (juge de l'armée) représenté dans les chefs-lieux des provinces par des cadis (qadi) au nombre de 36, assistés par des naib (suppléants). Jusqu'au milieu du XVIIIe siècle, le qadi askar et les cadis sont des fonctionnaires recrutés hors de la province, ayant pour langue le turc ottoman et qui ne restent généralement que quelques années en Égypte, alors que leurs assistants, les naib, sont égyptiens de langue arabe. À la fin du siècle, Ali Bey al-Kabir et ses successeurs, échappant à l'autorité de la Sublime Porte, nomment de plus en plus de cadis égyptiens.
Les oulémas (ulama) dirigent les affaires religieuses comme enseignants, prédicateurs, gestionnaires des biens consacrés (waqf) ou chefs des confréries soufies. Ils participent au conseil de gouvernement (diwan) ; ils forment des lignées anciennes et bien enracinées dans l'élite urbaine, souvent alliées par mariage aux grands commerçants et aux chefs mamelouks. À la fin du XVIIIe siècle, certains oulémas sont attirés par la réforme religieuse du wahhabisme.
Dans les finances publiques, l'affermage des impôts (iltizam) est une pratique générale. Le fermier d'impôt (multazim), généralement citadin, est quasiment propriétaire de sa charge, souvent héréditaire ; il répartit les impôts et les terres par l'intermédiaire du chef de village (shaykh al balad).

### Les Bédouins
Les tribus arabes bédouines conservent une large autonomie au sud d'Assiout et dans quelques régions du Delta ; le pouvoir ottoman n'intervient guère dans leurs affaires avant 1574. Elles font payer un tribut aux paysans (fellah) en échange de leur protection. Il leur arrive de prendre part aux luttes de factions dans la capitale, comme en 1711 où 6 000 Bédouins Hawwara de Haute-Égypte marchent sur Le Caire pour soutenir les janissaires et les Fiqari contre les Qasimi et les azabs (infanterie légère turque) qui dominaient alors la ville. Les Hawwara, profitant des guerres entre factions mameloukes, créent un état quasi indépendant en Haute-Égypte, financé par la culture de la canne à sucre ; mais leur puissance est détruite par le général mamelouk Muhammad Bey Abû Dhahâb (Abou Dahab) en 1769.

### Le retour au pouvoir des mamelouks
Le XVIIIe siècle voit un affaiblissement du pouvoir ottoman au profit des beys mamelouks. À partir de 1720, les maisons mameloukes élisent parmi elles un shaykh al-balad (maître du pays, à ne pas confondre avec le titre identique qui désigne un chef de village). Les milices turques sont progressivement réduites à un rôle de simple police tandis que les mamelouks se disputent l'autorité et les recettes fiscales et pressurent la population. La maison mamelouke Qazdughliya occupe la première place à partir de 1740 ; entre 1766 et 1770, son chef, Ali Bey al-Kabir, élimine les autres chefs de maison et devient le seul maître de l'Égypte. Il tente d'élargir son autorité au Hedjaz et à la Syrie mais il est déposé en 1772 par son lieutenant Muhammad Bey Abû Dhahâb qui le fait tuer l'année suivante.
Le chroniqueur égyptien Abd al-Rahman al-Jabarti considère le gouvernement d'Abû Dhahab comme la dernière période de bon gouvernement en Égypte : après sa mort en 1775, les luttes entre factions mameloukes reprennent. Mourad Bey et Ibrahim Bey se partagent l'autorité et déposent les beylerbeys nommés par la Porte. Le tribut à Constantinople cesse d'être payé après la mort d'Abû Dhahab. En 1786, une expédition ottomane commandée par Cezayirli Gâzi Hasan Pacha reprend temporairement le Caire et la Basse-Égypte, obligeant les beys mamelouks à se réfugier en Haute-Égypte. Les conflits entre Ottomans, mamelouks et Bédouins perturbent les échanges et la population souffre plusieurs fois de la famine ainsi que d'épidémies de peste. Ibrahim et Mourad reprennent le Caire en 1791. En 1795, une révolte de la population cairote les oblige à abolir temporairement les nouveaux impôts mais ils les rétablissent un mois après.
Les guerres entre factions sont relativement peu meurtrières : selon un missionnaire allemand, « il y a encore des chroniqueurs arabes au Grand Caire qui donnent les relations les plus fanfaronnes d'un combat insignifiant et futile entre Beys égyptiens, où peut-être cinq ou six sur plusieurs milliers sont tués ». Mais leur effet économique est désastreux. Par crainte d'une nouvelle contre-offensive ottomane, les beys mamelouks, qui comptaient avant tout sur leur cavalerie, commencent à développer des troupes mercenaires, une infanterie, une artillerie et une flotte fluviale. Les mamelouks, excellents cavaliers et combattants à titre individuel, restent toujours incapables de s'intégrer dans une tactique d'ensemble. Cette réorganisation militaire est loin d'être achevée lors du débarquement des Français en 1798.

## Intermède français (1798-1801)
En 1798, Napoléon Bonaparte écrase les mamelouks lors de la campagne d'Égypte. Il tente d'établir une administration moderne mais ses réformes provoquent la révolte du Caire (21 octobre 1798) et il échoue au siège de Saint-Jean-d'Acre (1799). Après son départ pour la France, son successeur, le général Kléber, est assassiné en 1800. En 1801, l'Égypte est reconquise par une armée anglo-ottomane.
Selon un manuel d'histoire égyptien publié en 1916 :
« En 1798 ce Napoléon dirigea une expédition qui conquit l’Égypte et depuis, le pays est entré dans une phase qui marque le début de son histoire moderne. Les Français ne sont restés en Égypte que trois ans. Leur expédition inaugure cependant une série d’événements dans lesquels l’Europe est au premier plan et dont les effets sont ce qu’est la position politique et sociale de l’Égypte aujourd’hui. »

## Méhémet Ali et le pachalik alaouite
En 1806, Méhémet Ali, un militaire d'origine albanaise, devient gouverneur d'Égypte. Il élimine les mamelouks puis les janissaires et établit un pouvoir personnel. Pendant la Première Guerre égypto-ottomane (1831-1833), l'armée égyptienne, commandée par son fils Ibrahim Pacha, conquiert l'ensemble du Levant (Syrie, Liban et Palestine). Mais pendant la Deuxième Guerre égypto-ottomane (1840), l'intervention des puissances occidentales oblige Méhémet-Ali à abandonner ses conquêtes.
Sous le règne d'Ismaïl Pacha (1863-1879), lors de la réforme administrative de 1867 qui transforme les pachaliks (ou eyalets) en vilayets, Ismaïl obtient le statut spécial de khédive (vice-roi héréditaire) qui consacre sa semi-indépendance de fait et met fin à la province ottomane d'Égypte.

## Population

### Le Caire
- Le Caire à l'époque ottomane
- "Le Trésor lumineux des réponses admissibles en matière de foi" par Ahmad al-Bashbishi, XVIIe siècle
- Boutique d'un marchand turc du souk Khân al-Khalili au Caire, Edward William Lane, 1836
- La cour de la maison du patriarche copte au Caire par John Frederick Lewis, 1864

Le Caire, capitale politique et économique, est de loin la plus grande ville d’Égypte. L’étendue de la ville et sa population culminent au XVIIe siècle où elle aurait atteint 300 000 habitants, soit environ les deux tiers de la population urbaine du pays. Elle décline au siècle suivant. En 1798, Jomard, un des auteurs de la Description de l'Égypte, l’estime à 267 300 habitants. Elle compterait alors 200 000 Égyptiens musulmans, 25 000 musulmans étrangers (10 000 Turcs, 10 000 Maghrébins, 5 000 Syriens) et 12 000 membres de la classe militaire mamelouke et turque ; les mariages entre Turcs et Égyptiens musulmans sont assez courants. En outre, la ville abrite 25 000 membres des minorités religieuses (10 000 Coptes, 5 000 Grecs, 5 000 Syriens catholiques, 3 000 Juifs, 2 000 Arméniens), plus un petit nombre de marchands européens ; chacun de ces groupes tend à se concentrer dans son propre quartier (harat) : les Maghrébins autour des marchés al-Ghuriyya et al-Fahhamin et de la mosquée Ibn Touloun, les Syriens vers Khan al-Hamzawi et à Jamaliyya. Les Syriens catholiques, installés seulement depuis le début du XVIIIe siècle, jouent un rôle économique important grâce à leurs contacts avec les marchands européens, surtout Français et Italiens, protégés par le régime des capitulations, dans les quartiers du Khalij (un canal dérivé du Nil) et des principaux bazars.

### La province
- Provinces d'Égypte
- Alexandrie et le phare par Luigi Meyer (1755-1803)
- Mosquée de Damiette
- Tour du village d'Al-Qasr, oasis de Dakhla, désert de l'ouest de l'Égypte, 2007

Les principaux ports sont Alexandrie, Rosette (Rachid) et Damiette sur la Méditerranée, Suez et Al-Qusair sur la mer Rouge.

### Ethnies et religions
- Jeune mamelouk (g.) et marin d'Alexandrie (dr.), Description de l'Égypte, 1801.
- Gabriel Lekegian, Campement de Bédouins en Égypte.
- Paul Dittrich (en), Village de Qena en Moyenne-Égypte où coexistent paysans musulmans et coptes, 1918.

Les Turcs forment l'élément politiquement dominant jusqu'au milieu du XVIIIe siècle. Ils ne se désignent pas eux-mêmes comme Turcs, terme jugé péjoratif, mais comme Ottomans ou Roumi (Romains, Byzantins). Ils partagent le pouvoir avec les mamelouks. Ces derniers, au nombre de 10 000 environ au XVIIIe siècle, sont d'origines variées : Caucasiens et Turcs en majorité, mais aussi Balkaniques, Noirs africains, parfois Égyptiens d'origine ; malgré leur origine étrangère, ils sont les seuls à se définir comme « Égyptiens » (misirli en turc).
Les autochtones sont appelés Ibn al Balad (fils du pays) ou Awlad al 'Arab (fils des Arabes, ce qui indique une ascendance arabe mélangée). Les Turcs appellent les autochtones des fallah (paysans), terme de mépris qui s'applique même à des lettrés citadins et à des descendants du prophète.
Seuls les Bédouins en partie sédentarisés, qui se disent originaires de la péninsule arabique, sont appelés « Arabes » tout court. Chaque clan bédouin, dirigé par un sheykh, domine un territoire, surtout dans la Haute et Moyenne-Égypte, où il exploite à son profit la main-d'œuvre paysanne et le système d'irrigation. Les exactions des Bédouins contribuent à l'appauvrissement des campagnes au XVIIIe siècle.
Les Syriens chrétiens forment un des groupes les plus dynamiques avec leur réseau d'échanges vers la Syrie ottomane. Au XVIIIe siècle, ils supplantent les juifs dans l'affermage des impôts. Beaucoup se convertissent au catholicisme sous la forme de l'Église grecque-catholique melkite : ils se dotent de leur propre clergé de langue arabe, remplaçant les évêques grecs qui ont longtemps dirigé leur communauté.
Les Coptes, chrétiens de l'Église orthodoxe égyptienne (distincte de l'Église grecque), descendants les plus directs des Égyptiens de l'ère pharaonique, forment environ 7 % de la population, principalement en Moyenne-Égypte. Au XVIIIe siècle, leur communauté est appauvrie et marginalisée, plusieurs évêchés ne sont plus pourvus, la plupart des monastères et des églises paroissiales sont à l'abandon. Ce sont pourtant toujours des notables chrétiens qui assurent l'administration fiscale. Les missionnaires catholiques venus d'Europe tentent, sans grand succès, de les amener au catholicisme ; ces contacts permettent cependant aux chrétiens d'Orient de se familiariser avec la culture occidentale.

## Économie
La dégradation de l'agriculture égyptienne, commencée sous le sultanat mamelouk, se poursuit sous l'administration ottomane. Le système hydraulique est mal entretenu et les excès de la fiscalité incitent les paysans à s'enfuir, parfois par villages entiers. La superficie cultivée du Delta descend de 2 331 583 hectares à l'époque romaine à 1 147 549 à la fin du XVIIIe siècle.
Cependant, le milieu du XVIIIe siècle voit une évolution des cultures commerciales. La canne à sucre recule, victime de la concurrence américaine qui pénalise aussi le café du Yémen. La culture du riz se développe dans le nord du Delta, autour de Mansoura et Damiette, là où le niveau du fleuve permet une irrigation pérenne indépendante de la crue du Nil.
L'artisanat urbain est organisé en corporations, souvent liées aux milices provinciales, qui assurent une certaine protection de leurs membres mais découragent la concurrence et l'innovation. Au XVIIIe siècle, le déclin des milices, marginalisées par l'élite des mamelouks, entraîne une dégradation du statut des artisans. L'artisanat textile, longtemps renommé, est durement touché à la même époque par la concurrence européenne.
En revanche, l'Égypte reste un carrefour du commerce international comme pays de transit des épices d'Asie du Sud au XVIe siècle, puis du café du Yémen aux XVIIe et XVIIIe siècles. Au milieu du XVIIe siècle, le Yémen exporte environ 100 000 quintaux de café par an vers l'Égypte. Celle-ci réexporte 50 000 quintaux par an vers les provinces ottomanes d'Europe et d'Anatolie dont 15 000 pour la seule ville de Constantinople. C'est alors le principal poste du commerce extérieur de l'Égypte et il fait la fortune des grandes familles marchandes du Caire, associées aux chefs des janissaires. Ce commerce devient moins rentable à la fin du XVIIIe siècle avec la concurrence des colonies européennes d'Indonésie et des Antilles.
À la fin du XVIIIe siècle, le voyageur et essayiste Volney estime à 3 000 000 livres françaises les exportations de la France vers l'Égypte et 3 500 000 livres les retours, soit environ 12 % du commerce des échelles du Levant. La France importe d'Alexandrie de la soie, du coton, du café, des peaux, de l'ivoire et des épices.
En sens inverse, l'Europe ne représente qu'environ 15 % du commerce extérieur de l'Égypte, contre plus de la moitié pour les provinces ottomanes. Le commerce caravanier vers le Soudan, qui fournit des esclaves, des chameaux, du cuir, etc., est beaucoup moins important. Sur la mer Rouge, à partir du XVIIe siècle, les marchands égyptiens ne vont pas plus loin que Djeddah car le pouvoir ottoman leur interdit de commercer avec les imams Qasimides du Yémen qui sont chiites. Cependant, l'Égypte continue de commercer indirectement avec l'Inde.

## Subdivisions
Les Ottomans reprennent le cadre administratif établi par les Mamelouks. L'Égypte est divisée en 13 sous-provinces qui, à la différence d'autres provinces, ne sont pas désignées comme sandjaks :
1. Menufeya
2. Kalyoub
3. Gharbeya
4. Mansourah
5. Ach-Charqiya (Zagazig)
6. Al-Bahariya
7. Gizeh
8. Fayoum
9. Atfieh
10. Al-Ashmunein (ancienne Hermopolis Magna)
11. Manfalut (près d'Assiout)
12. Al-Bahnasa (ancienne Oxyrhynque)
13. Girga

À partir de 1820, une série d'expéditions permet aux Égyptiens de soumettre une partie du Soudan, gouvernée par un defterdar et divisée en 4 sous-provinces (voir Histoire du Soudan) :
1. Dongola
2. Sannar
3. Berber (Soudan)
4. Kordofan

## Gouverneurs
De 1517 à 1798, cent trente-six pachas sont nommés par vingt et un sultans ottomans : voir Liste des gouverneurs ottomans d'Égypte (en).

### XVIesiècle
- 1517 à 1520 : sultan Sélim Ier ;
  - 1517 : Yunus Pacha ;
  - 1517 à 1522 : Khaïr Beg (mamelouk rallié) ;
- 1520 à 1566 : sultan Soliman le Magnifique ;
  - 1522 à 1523 : Mustafa Pacha ;
  - 1523 (34 jours) : Kozlégua Kassem ;
  - 1523 à 1524 : Ahmed Pacha ;
  - 1524 : Pargali Ibrahim Pacha ;
  - 1524 à 1534 : Hadim Suleiman Pacha, soumet le Yémen ;
  - 1534 à 1536 : Kheisro Pacha ;
  - 1536 à 1538 : Hadim Suleiman Pacha (2e fois) ;
  - 1538 à 1549 : Daoud Pacha ;
  - 1549 : Lala Mustafa Pacha (par intérim) ;
  - 1549 à 1554 : 'Ali Pacha Smeiz ;
  - 1554 à 1556 : Mohamed Pacha (Dicaden pacha) ;
  - 1556 à 1559 : Iskandar Pacha ;
  - 1559 à 1560 : Ali Pacha el Khadem ;
  - 1560 à 1563 : Kara Chahine Mustafa Pacha, gouverneur du Yémen (1556-1560), fondateur de la famille Ridwan (en) qui détient plusieurs gouvernements en Syrie ottomane ;
  - 1563 à 1566 : Ali Pacha Moezzin, commandant de la flotte ottomane, tué à la bataille de Lépante, 1571 ;
  - 1566 à 1567 : Mahmoud Pacha ;
- 1566 à 1574 : sultan Sélim II ;
  - 1567 à 1569 : Koca Sinan Pacha
  - 1569 à 1571 : Çerkes Iskender Pasha
  - 1567 à 1569 : Koca Sinan Pacha (2e fois)
  - 1573 à 1574 : Hüseyin Pasha Boljanić
- 1574 à 1595 : sultan Murad III ;
  - 1574 à 1580 : Hadim Mesih Pacha
  - 1580 à 1583 : Hadım Hasan Pacha
  - 1583 à 1585 : Damat Ibrahim Pacha
- 1595 à 1603 : sultan Mehmed III ;

### XVIIesiècle
- 1603 à 1617 : sultan Ahmed Ier ;
  - 1604 : Maktul Hacı Ibrahim Pacha (en), tué dans une mutinerie des sipahis ;
  - 1607 à 1611 : Öküz Mehmed Pacha, surnommé Kul Kıran (« briseur d'esclaves ») : rétablit l'ordre en punissant les soldats mutinés, plus tard grand vizir ;
- 1617 à 1618 : sultan Mustafa Ier (1re fois) ;
- 1618 à 1622 : sultan Osman II ;
- 1622 à 1623 : sultan Mustafa Ier (2e fois) ;
- 1623 à 1640 : sultan Murad IV ;
  - 1623-1626: Kara Mustafa Pasha époux de Fatma Sultan sœur du sultan
  - 1630 à 1631 : Koca Musa Pasha ;
  - 1631 à 1633 : Halil Pacha (en), mène une campagne contre les Zaydites du Yémen ;
  - 1633 à 1635 : Bakırcı Ahmed Pasha ;
  - 1635 à 1637 : Gazi Hussein Pacha ;
- 1640 à 1648 : sultan Ibrahim Ier ;
- 1648 à 1687 : sultan Mehmed IV ;
  - 1676 à 1680 : Abdurrahman Abdi Pacha, plus tard dernier gouverneur ottoman du pachalik de Budin (Hongrie ottomane) ;
- 1687 à 1691 : sultan Soliman II ;
- 1691 à 1695 : sultan Ahmed II ;
- 1695 à 1703 : sultan Mustafa II ;

### XVIIIesiècle
- 1703 à 1730 : sultan Ahmet III ;
  - 1729 à 1731 : Köprülü Abdullah Pacha de la famille albanaise des Köprülü qui détient plusieurs fois la fonction de grand vizir ;
- 1730 à 1754 : sultan Mahmud Ier ;
  - 1739 à 1740 : Sulayman Pasha al-Azm de la famille Al-Azem qui détient plusieurs gouvernements en Syrie ottomane entre 1725 et 1807 ;
  - 1740 à 1741 : Hekimoğlu Ali Pacha (en), plus tard grand vizir ;
- 1754 à 1757 : sultan Osman III ;
  - 1756 à 1757 : Hekimoğlu Ali Pacha (en) (2e fois) ;
  - 1757 : Sa'deddin Pasha al-Azm de la famille Al-Azem ;
- 1757 à 1773 : sultan Mustafa III ;
  - 1757 à 1758 : Yirmisekizzade Mehmed Said Pacha, ambassadeur en Suède, en Pologne et en France entre 1733 et 1742 ;
  - 1766 à 1772 : Ali Bey al-Kabir (mamelouk), gouverneur de facto, tué en 1773 ;
  - 1772 à 1775 : Muhammad Bey Abû Dhahâb
- 1774 à 1789 : sultan Abdülhamid Ier ;
  - 1775 à 1798 : Ibrahim Bey (mamelouk) associé avec Mourad Bey (mamelouk), gouverneurs de facto ;
- 1789 à 1798 : sultan Sélim III.

### Intermède français
- - 1798 : Napoléon Bonaparte, gouverneur de facto au nom de la République française
  - 1799 à 1800 : Jean-Baptiste Kléber
  - 1800 à 1801 : Jacques de Menou de Boussay

### XIXesiècle
- 1802 à 1807 : sultan Sélim III.
  - 1802 à 1803 : Husrev Pacha
  - 1803 à 1804 : Müftizade Ahmed Pacha puis Trabluslu Ali Pacha en concurrence avec Ibrahim Bey (mamelouk)
  - 1804 : Husrev Pacha (2e fois), pouvoir nominal pendant deux jours ;
  - 1804 à 1805 : Khursit Pacha
  - 1805 : Méhémet Ali

### Sources et bibliographie
- François Georgeon (dir.), Nicolas Vatin (dir.) et Gilles Veinstein (dir.), Dictionnaire de l'Empire ottoman, Fayard, 2015 (ISBN 978-2-213-62681-9), « Égypte », p. 394-398
- Henry Laurens (dir.), L' expédition d'Égypte : 1798 - 1801, Colin, 1989 (ISBN 978-2-200-37183-8).